# هاوارد فلوری
هاوارد فلوری (انگلیسی: Howard Florey؛ زاده ۲۴ سپتامبر ۱۸۹۸ – درگذشته ۲۱ فوریهٔ ۱۹۶۸) یک دانشمند در زمینه باکتری‌شناسی و ایمنی‌شناسی اهل استرالیا بود.